# Вильфонтен
Вильфонтен (фр. Villefontaine) — коммуна во Франции, находится в регионе Рона — Альпы. Департамент коммуны — Изер. Входит в состав кантона Л’Иль-д’Або. Округ коммуны — Ла-Тур-дю-Пен.
Код INSEE коммуны — 38553. Население коммуны на 2012 год составляло 18009 человек. Населённый пункт находится на высоте от 208 до 352 метров над уровнем моря. Муниципалитет расположен на расстоянии около 420 км юго-восточнее Парижа, 29 км юго-восточнее Лиона, 70 км северо-западнее Гренобля. Мэр коммуны — Raymond Feyssaguet, мандат действует на протяжении 2014—2020 гг.
Динамика населения (INSEE):

## Города-побратимы
- Каль-на-Майне, Германия (1980)
- Биттерфельд-Вольфен, Германия (1994)
- Кремда, Тунис (1994)
- Сальцано, Италия (2009)